# Citharacanthus livingstoni
Citharacanthus livingstoni är en spindelart som beskrevs av Schmidt och Johann Anton Weinmann 1996. Citharacanthus livingstoni ingår i släktet Citharacanthus och familjen fågelspindlar.
Artens utbredningsområde är Guatemala. Inga underarter finns listade i Catalogue of Life.